# Copa Promesas MX
La Copa Promesas MX, llamada oficialmente Copa Promesas LMX-LP-TDP, es un torneo de fútbol mexicano que se disputa por 64 equipos y fue fundada en 2024. En ella participan equipos Sub-19 de la Liga MX, además de equipos de las categorías de Segunda y Tercera División.

## Historia
Luego de los malos resultados mostrados por las selecciones mexicanas de fútbol durante los torneos internacionales celebrados entre los años 2022 y 2024, la FMF presentó un plan de desarrollo del balompié nacional. En respuesta, la afición comenzó a mostrar malestar debido a que consideraron el proyecto como insuficiente para paliar la falta de oportunidades de desarrollo para los jugadores juveniles del fútbol mexicano, especialmente por la ausencia de un torneo de copa nacional, tras la suspensión de la Copa MX en 2021, y por las dificultades para el ascenso de categoría de los equipos participantes en las categorías inferiores del fútbol mexicano, las cuales además se ven entorpecidas por la existencia de un límite de edad para los futbolistas de esas divisiones.
El 17 de julio de 2024 la Liga MX en conjunto con las Ligas Premier y TDP (nombres oficiales de las categorías de Segunda y Tercera División) presentaron una nueva competición denominada Copa Promesas MX, la cual está compuesta por 64 equipos y es jugada durante los meses de julio y agosto con el objetivo de buscar darle mayor oportunidad de desarrollo a los futbolistas juveniles del país, por este motivo, los clubes de la Liga MX participan a través de sus equipos de categoría Sub-19, mientras que los representativos de las otras dos ligas lo hacen con sus escuadras habituales al ya existir un límite de edad en esas divisiones. El título tiene el reconocimiento como oficial por parte de la Federación Mexicana de Fútbol.
El proyecto recibió críticas por algunos medios y parte de la afición, al considerarlo como una versión diluida de la anterior Copa MX, ya que la nueva competencia no contará con la participación de los clubes integrantes de la Liga de Expansión MX, segunda categoría del fútbol mexicano, además de ser vista como una especie de premio de consolación ante la falta de oportunidades para el ascenso y el descenso entre las diversas categorías del fútbol mexicano.
El 20 de agosto de 2024 el Halcones Fútbol Club de la Liga Premier se coronó como el primer campeón en la historia de la competición, tras derrotar en penales al Santiago Fútbol Club.

## Formato
La Copa Promesas MX cuenta con la participación de 64 equipos: las escuadras Sub-19 de los 18 clubes participantes de la Primera División; 13 equipos de la Liga Premier y 33 integrantes de la Liga TDP. Los 46 equipos de las categorías inferiores son seleccionados por invitación.
Los 64 equipos son divididos en 16 grupos, contando cada uno de ellos con cuatro clubes. Para la conformación de los 16 sectores se toman en cuenta criterios de cercanía geográfica. Los mejores equipos de cada grupo se clasifican a la fase final, en donde se juegan rondas de octavos, cuartos de final, semifinales y la final. En la fase de grupos se otorgan tres puntos por victoria, un punto por empate y cero por derrota, sin embargo, en el caso de que los juegos terminen en empate se ejecuta una tanda de penales para otorgar un punto extra al ganador, un sistema que ya se utiliza de manera habitual en las ligas Premier y TDP.
Los partidos son jugados en la cancha del club de menor categoría, a excepción de la final, la cual es disputada en el complejo deportivo ubicado en la sede de la Federación Mexicana de Fútbol en Toluca. En el caso de que coincidan equipos de una misma división, la localía le es asignada al equipo con mejor desempeño en la fase de grupos.

## Historial
| Edición | Campeón       | Resultado      | Subcampeón    | D.T. Campeón   | Estadio                  |
| ------- | ------------- | -------------- | ------------- | -------------- | ------------------------ |
| 2024    | Halcones F.C. | 0-0 (4-3 pen.) | Santiago F.C. | Carlos Salcido | Instalaciones FMF Toluca |

## Palmarés
| Club          | Títulos | Subtítulos | Años Campeón | Años Subcampeón |
| ------------- | ------- | ---------- | ------------ | --------------- |
| Halcones F.C. | 1       | 0          | 2024         | -               |
| Santiago F.C. | 0       | 1          | -            | 2024            |